# Fabienne Buri
Fabienne Buri (Oberburg, 17 marzo 1999) è una ciclista su strada, pistard e ciclocrossista svizzera, che corre per il Team Komugi - Grand Est.

## Palmarès

### Pista
- 2021

Campionati svizzeri, Corsa a eliminazione
- 2022

Campionati svizzeri, Corsa a eliminazione
- 2023

Campionati svizzeri, Inseguimento individuale
Campionati svizzeri, Corsa a punti

## Piazzamenti

### Competizioni mondiali
- Campionati del mondo su pista

Roubaix 2021 - Inseguimento a squadre: 8ª
Roubaix 2021 - Inseguimento individuale: 11ª
Saint-Quentin-en-Yvelines 2022 - Inseguimento individuale: 13ª

### Competizioni europee
- Campionati europei su strada

Herning 2017 - Cronometro Junior: 18ª
Herning 2017 - In linea Junior: 54ª
Brno 2018 - Cronometro Under-23: 24ª
Brno 2018 - In linea Under-23: ritirata
Alkmaar 2019 - Cronometro Under-23: 20ª
Alkmaar 2019 - In linea Under-23: 46ª
Trento 2021 - In linea Under-23: ritirata
- Campionati europei su pista

Apeldoorn 2021 - Corsa a eliminazione Under-23: 17ª
Apeldoorn 2021 - Inseguimento individuale Under-23: 5ª
Apeldoorn 2021 - Scratch Under-23: 9ª
Apeldoorn 2021 - Corsa a punti Under-23: 13ª
Apeldoorn 2021 - Omnium Under-23: 14ª
Grenchen 2021 - Inseguimento a squadre: 9ª
Grenchen 2021 - Inseguimento individuale: 12ª
Monaco di Baviera 2022 - Inseguimento a squadre: 7ª
Monaco di Baviera 2022 - Inseguimento individuale: 12ª
Grenchen 2023 - Inseguimento a squadre: 6ª
Grenchen 2023 - Inseguimento individuale: 10ª